# Starovičky
Starovičky är en ort i Tjeckien.   Den ligger i regionen Södra Mähren, i den sydöstra delen av landet, 220 km sydost om huvudstaden Prag. Starovičky ligger 190 meter över havet och antalet invånare är 736.
Terrängen runt Starovičky är lite kuperad, och sluttar söderut. Runt Starovičky är det ganska tätbefolkat, med 139 invånare per kvadratkilometer. Närmaste större samhälle är Břeclav, 18,2 km söder om Starovičky. Trakten runt Starovičky består till största delen av jordbruksmark.